# Qasr Shemamok
Qasr Shemamok est un site archéologique du Kurdistan irakien, comprenant les ruines de l'ancienne ville assyrienne appelée Kilizu.

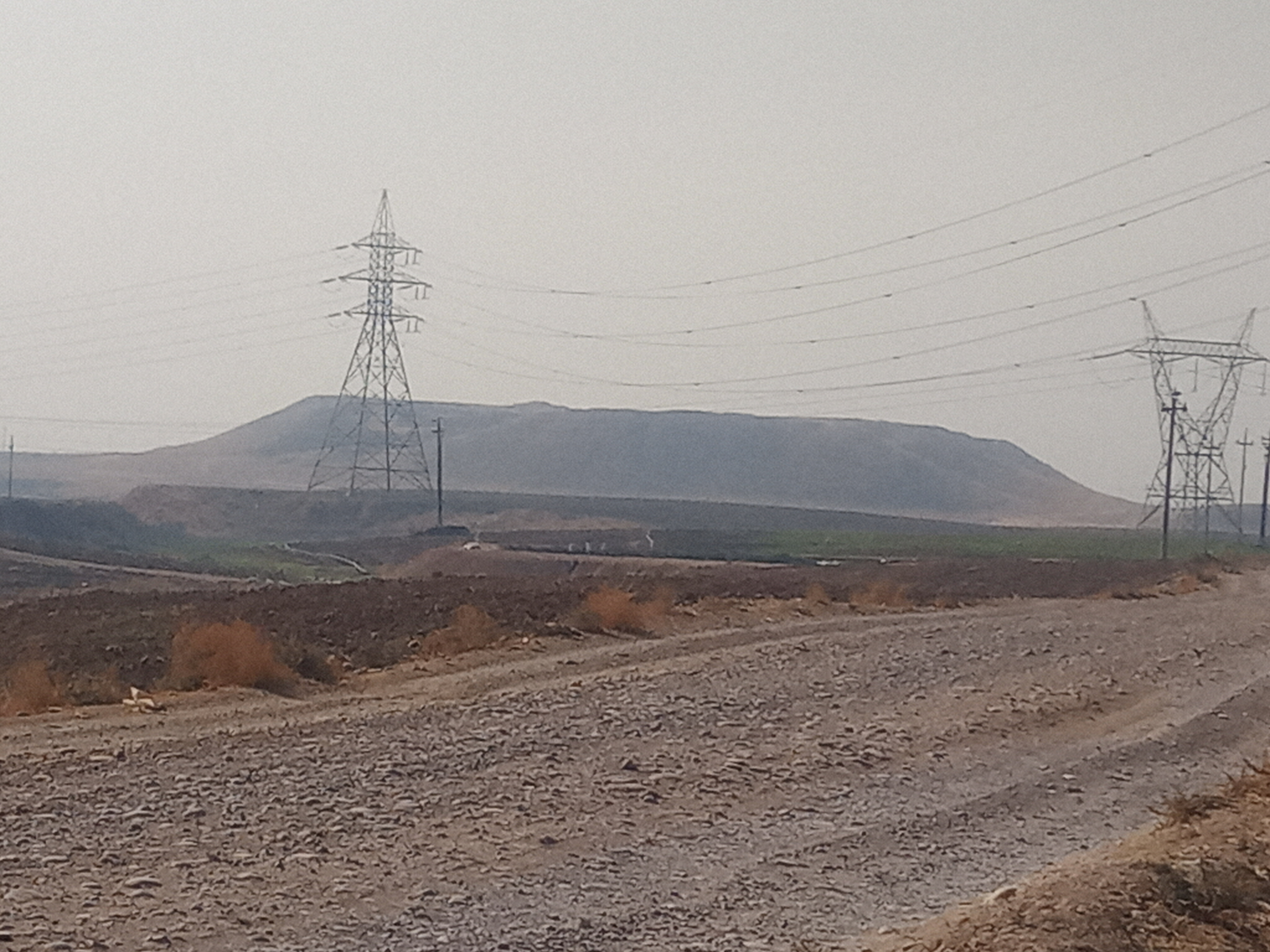
Kilizu/Qasr Shamamuk

## Le site
Le site de Qasr Shemamok est un tell d’une vingtaine de mètres de hauteur, qui a été occupé de manière continue depuis le chalcolithique. Il a été identifié comme étant l’ancienne grande ville de Kakzu/Kilizu sous l’empire néo-assyrien. L’ancienne lecture de « Kakzu » a été par la suite abandonnée au profit du nom de Kilizu. Cette ville est connue et attestée dans plusieurs documents cunéiformes venant de Qasr Shemamok ou d'autres sites d’occupation assyrienne. Il s’agit d’une importante métropole, à proximité d’Erbil (25km au sud-ouest) et de l’ancienne ville assyrienne de Nimrud (20km à l’est). Le tell principal était associé à une importante ville basse, sans doute elle aussi d’occupation néo-assyrienne. La surface estimée de la ville intra muros au Fer II est d'environ 70/80 hectares.

## La découverte
La première mention de ce site archéologique fut faite par l’anglais Sir Austen Henry Layard suivi par l’archéologue français Victor Place. Durant un sondage, A. H. Layard mis en évidence la présence d’un talus entourant le mont et une série de briques inscrites. Il put y déchiffrer la mention du roi assyrien Sennachérib dont le règne se situe entre 704 et 681 avant notre ère. Une série de tranchées a été réalisée à la suite de ces découvertes révélant des espaces avec des constructions en terre crue. L’identification avec la cité de Kilizu fut alors possible.

## Les fouilles archéologiques

### La fouille italienne
En 1932, Giuseppe Furlani et son équipe italienne de l’Université de Florence ont entrepris une campagne de fouilles. Les résultats ont confirmé l’identification de Qasr Shemamok avec Kilizu et ont révélé d’intenses activités de construction. Des briques portant le cachet de Sennacherib attestent de la construction des remparts de la ville de Kilizu et semble indiquer la présence d’un palais royal assyrien sur le site. Le matériel inclut ainsi des briques inscrites, des fragments de tablettes cunéiformes, des sceaux et quelques objets en métaux.
Des nécropoles assyrienne et parthe furent également mises en évidence durant cette campagne. Plusieurs tombes parthes présentaient du matériel : poterie, vaisselle en verre et ornements. Deux des cercueils sont en céramique avec une glaçure bleue-verte.
Les découvertes se trouvent au Musée de Bagdad et au Museo Archeologico Nazionale à Florence.

### Les fouilles françaises
Depuis 2011, l’équipe française de Maria Grazia Masetti-Rouault, de l’École pratique des hautes études, et Olivier Rouault de l’Université Lyon 2 intervient. Entourée d’une équipe de recherches internationale, les études qui ont été réalisées sont diverses : sondages, fouilles, prospections archéologiques, géomagnétiques et géomorphologiques, anthropologie physique, paléobotanique, paysage, environnement naturel, production matérielle et épigraphique.
Les campagnes de fouilles ont lieu depuis 2011 (hormis en 2015 pour des raisons de sécurité). Ont été réalisés : le carroyage général du tell et prospection géomagnétique, l'élargissement du programme de 2011 des zones de fouille et de prospection des niveaux sassanide, parthe, hellénistique/perse, du Fer II, des fouilles des constructions néo-assyrienne et occupation médio-assyrienne avec la découverte d’une rampe monumentale et d'un sol en brique cuite, la poursuite de l’étude des contextes archéologiques (niveaux néo-assyrien et médio-assyrien).